# Ульянич, Виктор Степанович
Виктор Степанович Ульянич (род. 6 июля 1956, Снежное, Сталинская область) — композитор, заслуженный деятель искусств РФ, кандидат искусствоведения, действительный член Петровской академии наук и искусств, профессор Российской академии музыки им. Гнесиных. Лауреат Премии города Москвы в области литературы и искусства (2007). лауреат Всесоюзных конкурсов композиторов (1980, 1992); Всероссийского конкурса духовной хоровой музыки в ознаменование 700-летия преставления святого благоверного князя Даниила Московского (2003); международного конкурса композиторов в Венеции (Италия) «Victor Salvi Prize — 2004». Награждён Золотой Пушкинской медалью за творческие достижения в музыке (1999).

## Биография
В 1973—1976 годах обучался в Московском физико-техническом институте на факультете радиотехники и кибернетики. В 1977—1978 годах — во Львовской государственной консерватории им. Н. В. Лысенко по классу композиции у В. В. Флыса. В 1983 году окончил Государственный музыкально-педагогический институт им. Гнесиных (класс композиции Г. П. Дмитриева, Г. В. Чернова). В 1984—1988 годах в аспирантуре Вычислительного Центра Академии Наук СССР (по рекомендации академика Н. Н. Моисеева).
В 1987—1992 годах — старший редактор Центрмузинформа Союза композиторов СССР. С 1988 года — член Союза композиторов России, с 2001 года — член правления Союза композиторов Москвы. С 1991 года в РАМ им. Гнесиных ведёт класс композиции, акустики и компьютерной музыки. В 2001 году основал первую в России кафедру компьютерной музыки, акустики, информатики и стал её руководителем. С 2001 года ведёт класс композиции в Академии хорового искусства им. В. С. Попова.
Один из инициаторов-учредителей «Русского арфового общества» (2004). Художественный руководитель ежегодного Московского фестиваля «Арфовое искусство России» (2004—2012). Член жюри различных всероссийских и международных музыкальных конкурсов (2003—2012). Председатель жюри конкурсов электронной и компьютерной музыки, в том числе IX Молодёжных дельфийских игр России (2010).

### Политическая позиция
В 2014 году подписал Коллективное обращение деятелей культуры Российской Федерации в поддержку политики президента РФ В. В. Путина на Украине и в Крыму.

## Творчество
Творческий метод композитора основан на многовековой музыкальной традиции, «пропущенной сквозь призму современного художественного сознания».
Произведения В. С. Ульянича вошли в репертуар многих известных музыкантов, звучат в концертных программах и фестивалях в нашей стране и за рубежом, в теле- и радиопередачах, записаны на CD.

## Основные сочинения
Музыкально-сценические произведения
- «Девушка и Смерть», одноактная опера по мотивам одноимённой сказки М. Горького (1980)

Произведения для оркестра
- «Концертный вальс» для оркестра (1976, 2005)
- «Таинство Света» — семь светозвонов для большого симфонического оркестра (1985—2007):
  - Светозвоны I («Сотворение») для оркестра (1999—2000)
  - Светозвоны II («Космическая фантасмагория») для оркестра (1989—1991)
  - Светозвоны III («Рождественские») для оркестра (1994—1998)
  - Светозвоны IV («Третий Рим») для оркестра (1985—1988)
  - Светозвоны V («Фаворский свет Китежа») для оркестра (2001—2004)
  - Светозвоны VI («Христос воскресе из мертвых») для оркестра (1992—1993)
  - Светозвоны VII («В царстве надзвездном») для оркестра (2005—2007)

Концерты для солирующих инструментов
- «Элегическая песнь» музыкальная поэма для саксофона-сопрано, арфы и камерного оркестра (2003)
- «Небесные звуки детства» концертная симфония для флейт, гобоев, арфы и камерного оркестра (2003—2005),
- «Колокола души» концертная симфония кларнета, арфы и струнных (2006)

Оратории. Кантаты
- «Буревестник», оратория на слова А. М. Горького (1983)
- «Пророк», оратория на слова А. С. Пушкина и Первосвятителя московского Филарета в 12-ти частях c прологом и эпилогом (1997—1999)
- «Добрый вечер», кантата для смешанного хора по мотивам украинского фольклора в 6-ти частях (1977, 1982, 2005)
- «Надзвездный маяк», кантата для смешанного хора на слова схиархимандрита Виталия (Сидоренко) в 8-ми частях

Произведения для хора
- «Два хора на сл. Ф. Тютчева» для хора (1983)
- «Пушкинский триптих» для хора на слова А. С. Пушкина (1998)
- «Ангел-Хранитель» на слова схиархимандрита Виталия (Сидоренко) для солиста, хора, флейты, арфы и ударных (2005)
- «Две молитвы. Из дневника Св. Вел. Кн. Ольги Романовой» для хора на слова С. С. Бехтеева (2008)

Камерная музыка
- Соната для фортепиано (1978)
- «Линии жизни» для фортепиано (1981)
- «Солнцезвон» для фортепиано (1994—1999)
- «Фантазия» для арфы (посвящается В. Г. Дуловой, 1986—1988)
- «Украинская сюита» для органа (2008)
- «Славутские картинки» для квинтета деревянных духовых инструментов (1978)
- «Соната» для кларнета и фортепиано (1979)
- «Воспоминания о Карпатах» для квартета струнных (1979)
- «Сновидения» для флейты, альта и арфы (1982)
- «Игра света», музыкальные медитации для квартета арф в 4 частях (1985—1987)
- «Дыхание космоса» для квинтета медных духовых (1988—1989)
- «Песни утренних звезд» для арфы, гобоя и скрипки (1997)
- «Славянская соната» для валторны и арфы (2008)
- «Мир души парящей», вокальный цикл на слова Ф. И. Тютчева (1979)
- «Соловей и роза» на слова А. С. Пушкина для сопрано и камерного оркестра (2004)
- «Ангел-Хранитель» на слова схиархимандрита Виталия (Сидоренко) для солиста, органа, флейты, арфы и ударных (2005)
- «Светлая песня» на слова Ники Турбиной для голоса и ансамбля (2006)

Музыка для детей
- «Лето в Косине» детский альбом для фортепиано (камерного ансамбля) (1983)
- «Триптих» для трубы и фортепиано (1985)

Компьютерная музыка
- «Звездный ветер Кассиопеи» компьютерная композиция для UPIC (1990)
- «Картинки с выставки» компьютерная аранжировка сюиты М. П. Мусоргского (2008)

## Дискография
- «Breathing of Cosmos» (1997)
- «Песни утренних звезд» Камерно-инструментальная музыка (2008)
- «Тихие часы» Хоровая и оркестровая музыка (2008)
- «Интерактивное паломничество в Святую Землю» 1997
- «Музыка для арфы», диск 2 «Игра света» (2011)
- «Колокола души» (2013)